# Сопрана
Сопрана (итал. Soprana) је насеље у Италији у округу Бијела, региону Пијемонт.
Према процени из 2011. у насељу је живело 835 становника. Насеље се налази на надморској висини од 468 м.

## Становништво
Према резултатима пописа становништва 2011. у општини је живело 754 становника.
| 1931. | 1936. | 1951. | 1961. | 1971. | 1981. | 1991. | 2001. | 2011. |
| ----- | ----- | ----- | ----- | ----- | ----- | ----- | ----- | ----- |
| 1.201 | 1.238 | 1.296 | 1.402 | 1.157 | 990   | 940   | 835   | 754   |